# ویوا بیانکا
ویوا بیانکا بازیگر استرالیایی است که از مهم‌ترین فیلم‌هایی که بازی کرده می‌توان به اسپارتاکوس: خون و شن محصول شبکهٔ استارز و همچنین فیلم سینمایی ایکس:شب انتقام محصول کشور استرالیا اشاره کرد. او در فیلم‌های نابینا و تحقیرشده هم بازی کرده‌است.